# Indonesische Badmintonmeisterschaft 2015
Die Indonesische Badmintonmeisterschaft 2015 fand vom 8. bis zum 12. Dezember 2015 in Jakarta statt.

## Sieger und Platzierte
| Disziplin    | Gold                                        | Silber                              | Bronze                                          |
| ------------ | ------------------------------------------- | ----------------------------------- | ----------------------------------------------- |
| Herreneinzel | Jonatan Christie                            | Fikri Ihsandi Hadmadi               | Muhammad Bayu Pangisthu                         |
| Herreneinzel | Jonatan Christie                            | Fikri Ihsandi Hadmadi               | Riyanto Subagja                                 |
| Dameneinzel  | Fitriani                                    | Hana Ramadhini                      | Hera Desi Ana Rachmawati                        |
| Dameneinzel  | Fitriani                                    | Hana Ramadhini                      | Gregoria Mariska Tunjung                        |
| Herrendoppel | Berry Angriawan Rian Agung Saputro          | Angga Pratama Ricky Karanda Suwardi | Fajar Alfian Muhammad Rian Ardianto             |
| Herrendoppel | Berry Angriawan Rian Agung Saputro          | Angga Pratama Ricky Karanda Suwardi | Hardianto Kenas Adi Haryanto                    |
| Damendoppel  | Della Destiara Haris Rosyita Eka Putri Sari | Melvira Oklamona Rika Rositawati    | Anggia Shitta Awanda Ni Ketut Mahadewi Istarani |
| Damendoppel  | Della Destiara Haris Rosyita Eka Putri Sari | Melvira Oklamona Rika Rositawati    | Maretha Dea Giovani Suci Rizky Andini           |
| Mixed        | Rafiddias Akhdan Nugroho Vita Marissa       | Ricky Widianto Annisa Saufika       | Lukhi Apri Nugroho Zakia Ulfa                   |
| Mixed        | Rafiddias Akhdan Nugroho Vita Marissa       | Ricky Widianto Annisa Saufika       | Ronald Alexander Melati Daeva Oktavianti        |